# پول نقد (فیلم)
پول نقد (به انگلیسی: Cash) یک فیلم هیجانی-جنایی آمریکایی محصول سال ۲۰۱۰ است که استیون میلبرن اندرسون کارگردان آن می‌باشد. فیلم در ۱ مارس ۲۰۱۰ در بریتانیا به اکران عمومی درآمد و ۲۵ روز بعد نیز در آمریکا. فروش نهایی فیلم ۴۶٫۴۸۸ دلار آمریکا می‌باشد. فروش فیلم در هفته نخست اکران ۱۶٬۴ میلیون دلار بوده‌است. فیلم در ۲۸ آوریل همان سال از اکران روی پرده سینماهای آمریکا کنار گذاشته شد.

## خلاصه داستان
یک سارق مسلح در حین فرار از دست پلیس‌ها بعد از سرقت از یک بانک، چمدان حاوی ۶۵۰٬۰۰۰ پول نقد را از خودرو به بیرون می‌اندازد که این پول به دست جوانی می‌رسد که با مشکلات مالی عدیده‌ای روبرو است. وی از این ثروت بادآورده بسیار خوشحال می‌شود و با همسر خود شروع به خرج کردن پول‌ها می‌شود. اما از طرفی سارق که در پایان تعقیب و گریز به دست پلیس دستگیر می‌شود، به برادر خود خبر از دست دادن چمدان پر ارزش را می‌دهد و وی درصدد پیدا کردن وی بر می‌آید. بعد از مدتی برادرش با استفاده از بهره‌گیری از هوش سرشار خود می‌تواند رد جوان و چمدان را بگیرد و پسر را مجبور کند چمدان به همراه محتویاتش را به وی تحویل دهد. وان مقدار بیشتر پول‌ها را که هنوز خرج نکرده بود را به وی پس می‌دهد ولی چند هزار دلار آن را خرج کرده‌است. اما برادر سارق بر اساس رفتار خاصی که داراست، در صدد است تا آخرین سنت پول را از جوان و همسرش پس بگیرد و در این راه از انجام هیچ کاری دریغ نمی‌کند! ...